# Böhringer See
Der Böhringer See ist ein See auf dem Gebiet der Gemeinde Radolfzell am Bodensee im Landkreis Konstanz in Baden-Württemberg. Er befindet sich nördlich des Ortsteils Böhringen, ist ca. 5,5 ha groß und bis zu 8 Meter tief. Es ist ein Toteisloch, das aus den Resten eines Gletschers entstanden ist. Der See wird als Badesee genutzt. Im Sommer 2021 musste, wie zuletzt auch schon 2019, 2014 und 2011, wegen hoher Gewässerbelastung durch Cyanobakterien („Blaualgen“) ein striktes Badeverbot ausgesprochen werden.